# 기후 호국신사

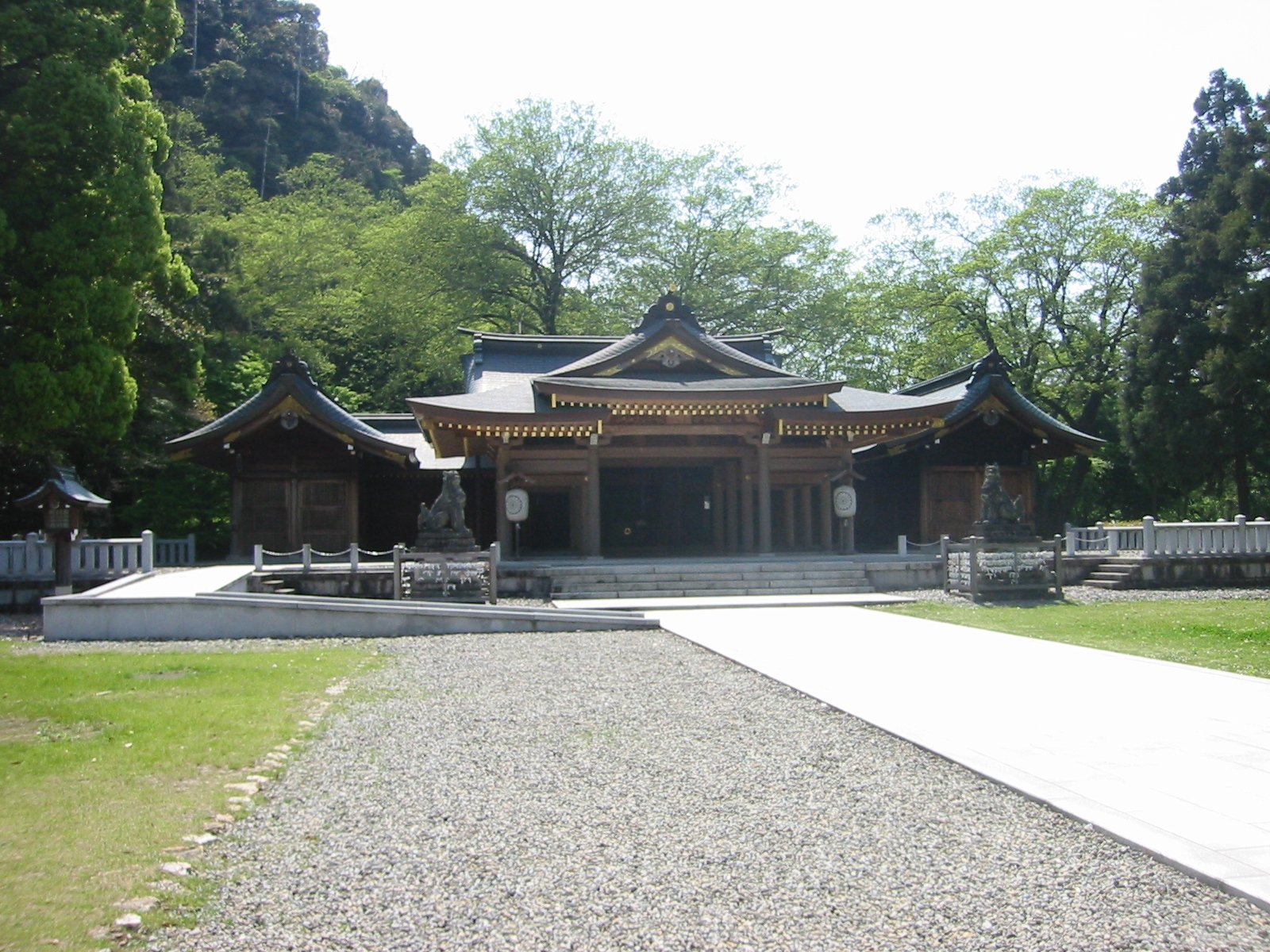
기후 호국신사

기후 호국신사(일본어: 岐阜護國神社 기후고코쿠진쟈[*])는 기후현 기후시에 위치한 신사이다. 기후성이 세워진 긴가 산 기슭에 자리잡고 있다.